# Ilana Eliya

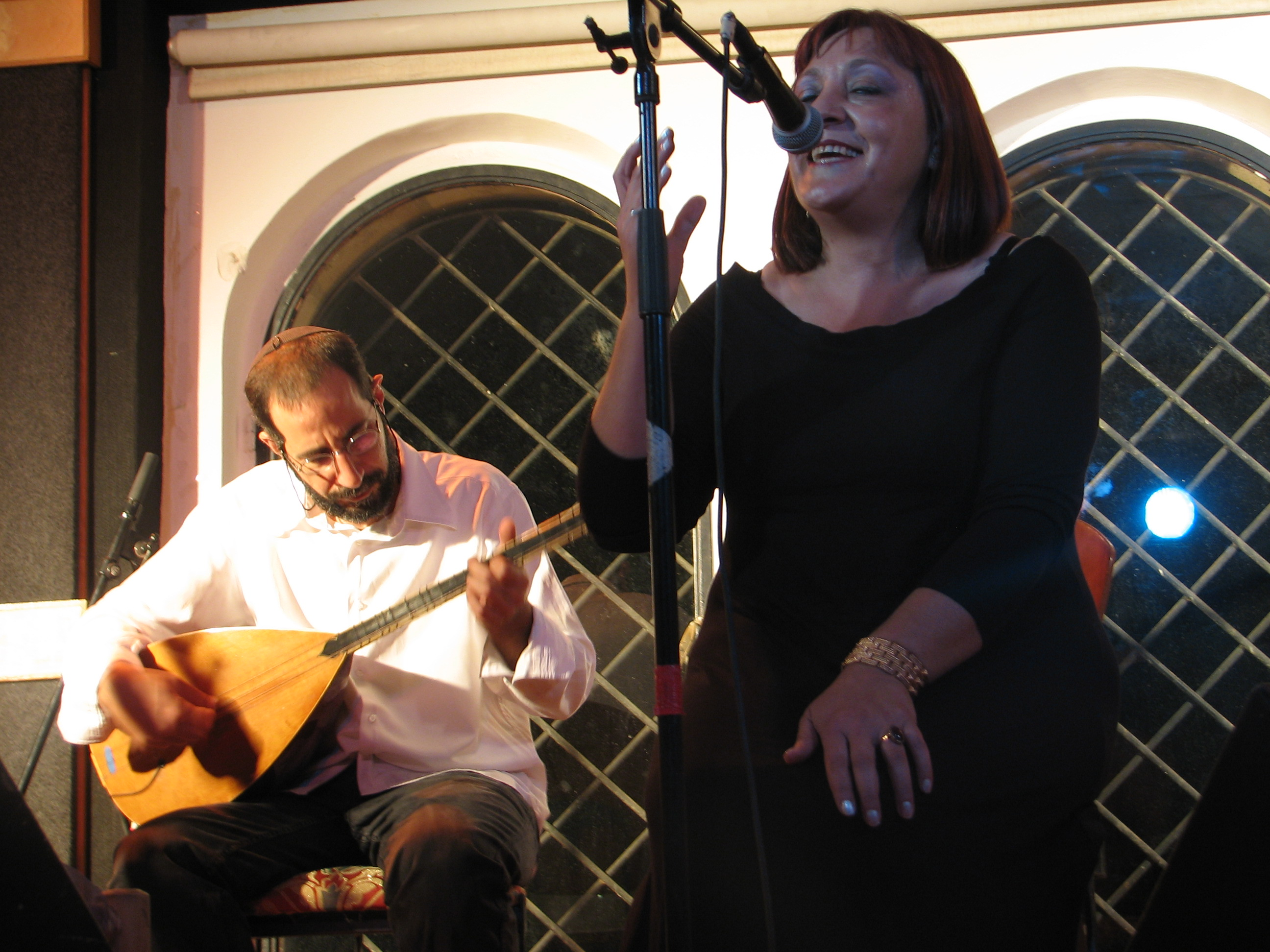
Ilana Eliya auf der Bühne in Jerusalem, Sommer 2008

Ilana Eliya (hebräisch אילנה אליה, kurdisch ئیلانا عەلیا Îlana Eliya; * 24. April 1955 in Jerusalem) ist eine israelische Sängerin kurdischer Abstammung.

## Biografie
Ilana Eliyas Familie stammt ursprünglich aus Irakisch-Kurdistan und wanderte kurz nach Gründung Israels nach Jerusalem. In ihrer Kindheit wurde sie stark von der musikalischen und poetischen Tätigkeit ihres Vaters beeinflusst. Schon früh hörte sie erstmals kurdischsprachige Musik und begann sich für Musik zu interessieren. 
Als Teenager gab es für sie keine Gelegenheit in Ostjerusalem eine Musikausbildung zu machen. Deshalb schickten ihre Eltern sie in den YMCA, wo sie Arien sang und die Heilige Schrift studierte.
Zu jener Zeit widmete sie sich schwerpunktmäßig der jüdisch-religiösen Musik. Bald darauf begann sie mit ihrem Studium in Völkerkunde und interessierte sich vermehrt für ihre kurdischen Wurzeln. Spätestens nach dem Tod ihres Vaters im Jahre 1988 verstärkt sich dann ihr Interesse insbesondere für die kurdische Musik, weshalb sie erst mit 37 Jahren ihre musikalische Karriere begann.

## Musikstilrichtung
Ilana Eliyas Stil besteht aus einer Mischung aus ethnischer Musik, kurdischer Folklore und israelischer Weltmusik. Dabei singt sie oftmals traditionelle kurdische Lieder auf eine neue Art und Weise. Aus diesem Grund ist ihr Sound für die israelische Musikszene einzigartig und bildet auch in der kurdischen Musik eine Besonderheit. Denn in ihrem Stil fließen orientalische und westliche Stilrichtungen ineinander. So lassen sich kurdische und israelische Musikeinflüsse erkennen. Letztere erinnern an die altjüdische Aschkenasim-Gemeinschaft, die einst um den Berg Ararat (heute im Siedlungsgebiet der Kurden) ansässig gewesen sein sollen. 

### Musikalisches Schaffen
Im Jahr 1992 veröffentlichte sie ihr erstes Soloalbum namens "Jabal" (aus dem kurdischen Cebel, was so viel heißt wie Sohn der Berge). Das Besondere an diesem Album ist, dass alle Lieder in Begleitung von klassischen Musikinstrumenten aufgenommen und nicht nachgearbeitet wurden. 
Viele ihrer vorgetragenen Lieder wurzeln in der kurdischen Volksmusik und werden mit dem neuen Stil Ilanas interpretiert. Sie beinhalten politische Botschaften wie Freiheit und die Emanzipation der Frau. Wieder andere Lieder handeln von Liebe und Lebensfreude, welche durch ihre Stimme und ihre Gesangsweise besonders deutlich zum Vorschein kommen.

### Auftritte
- Beteiligung an mehreren Projekten israelischer Filmemacher, u. a. von Mark Kopytman und Pater General
- Konzerte in den USA und Europa (Jewish Festival Krakow im Jahr 2010 und Brooklyn Academy of Music).